# Laurasia

Una interpretación de la fase temprana de separación de Laurasia y Gondwana.

Laurasia es el nombre dado a una antigua masa de tierra del hemisferio norte surgida hacia el final de la primera mitad mesozoico de la desintegración del supercontinente Pangea, separándose de Gondwana por la apertura del mar de Tetis hace entre 200 y 180 millones de años. Laurasia se dividió  posteriormente en Eurasia y Norteamérica.

## Concepto de Laurasia
La Laurasia fue una gran masa continental localizada en el hemisferio norte, que se formó hace cerca de 300 millones de años, compuesta por las actuales América del Norte y Eurasia (Europa y Asia). Hasta hace 180 millones de años, existía apenas un supercontinente al cual se le daba el nombre de Pangea. Gradualmente, este supercontinente fue fragmentado en dos, dando origen a Laurasia al norte y a Gondwana al sur. Entre los dos se formó el mar de Tetis – se cree que el mar Mediterráneo es lo que queda actualmente de este mar que dividía Laurasia y Gondwana.
Con la continuación del movimiento de las placas tectónicas (ver la deriva de los continentes), la Placa Norteamericana y la Euroasiatica comenzan a separse hace cerca de 150 millones de años, pero Norteamérica y Europa ya estaban separadas por el mar debido a la exagerada subida del nivel del mar por la separición de Pangea, dando origen a los continentes que actualmente ocupan el hemisferio norte.